# Chlorocryptus purpuratus
Chlorocryptus purpuratus är en stekelart som först beskrevs av Smith 1852.  Chlorocryptus purpuratus ingår i släktet Chlorocryptus och familjen brokparasitsteklar. Inga underarter finns listade i Catalogue of Life.